# Hedeoma
Hedeoma là một chi thực vật có hoa trong họ Hoa môi (Lamiaceae).

## Hình ảnh

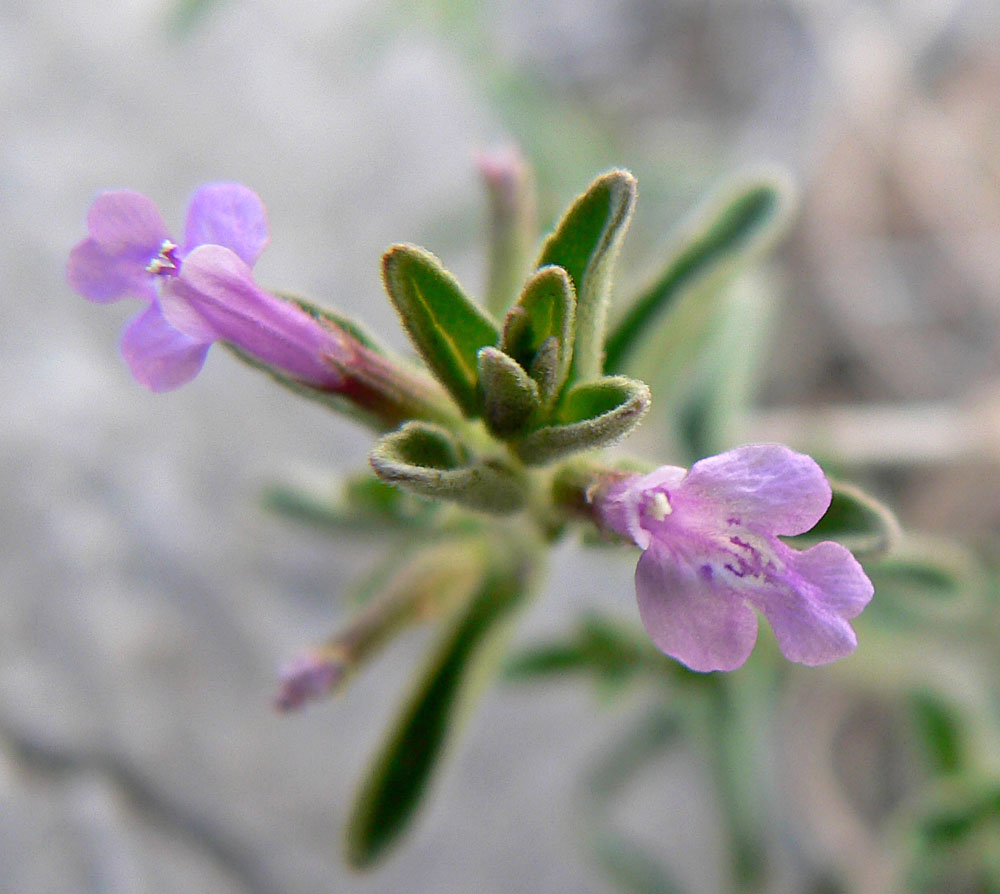
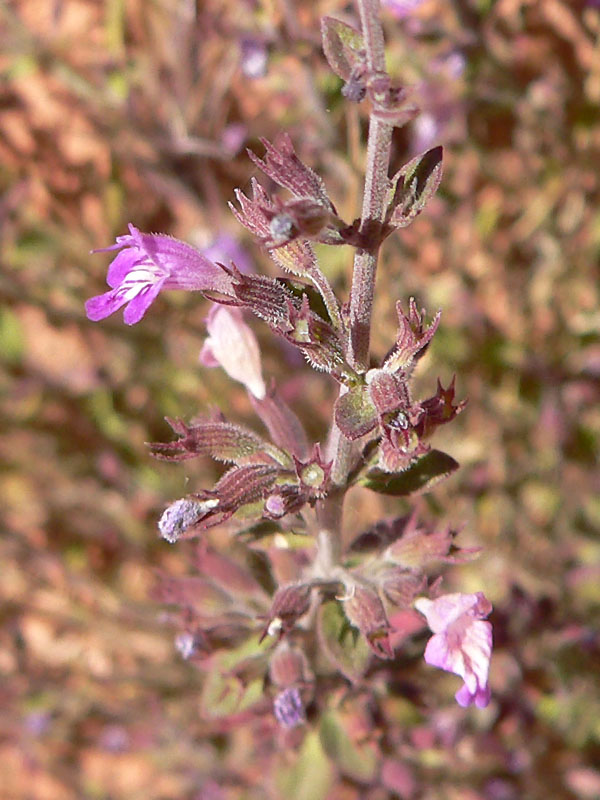

## Loài
Chi Hedeoma gồm các loài: